# 正阳门西站

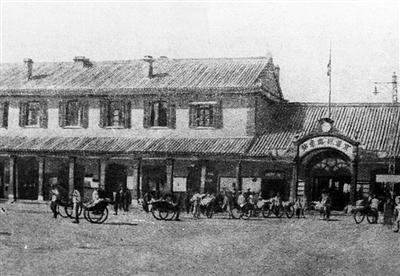
京汉铁路正阳门西车站

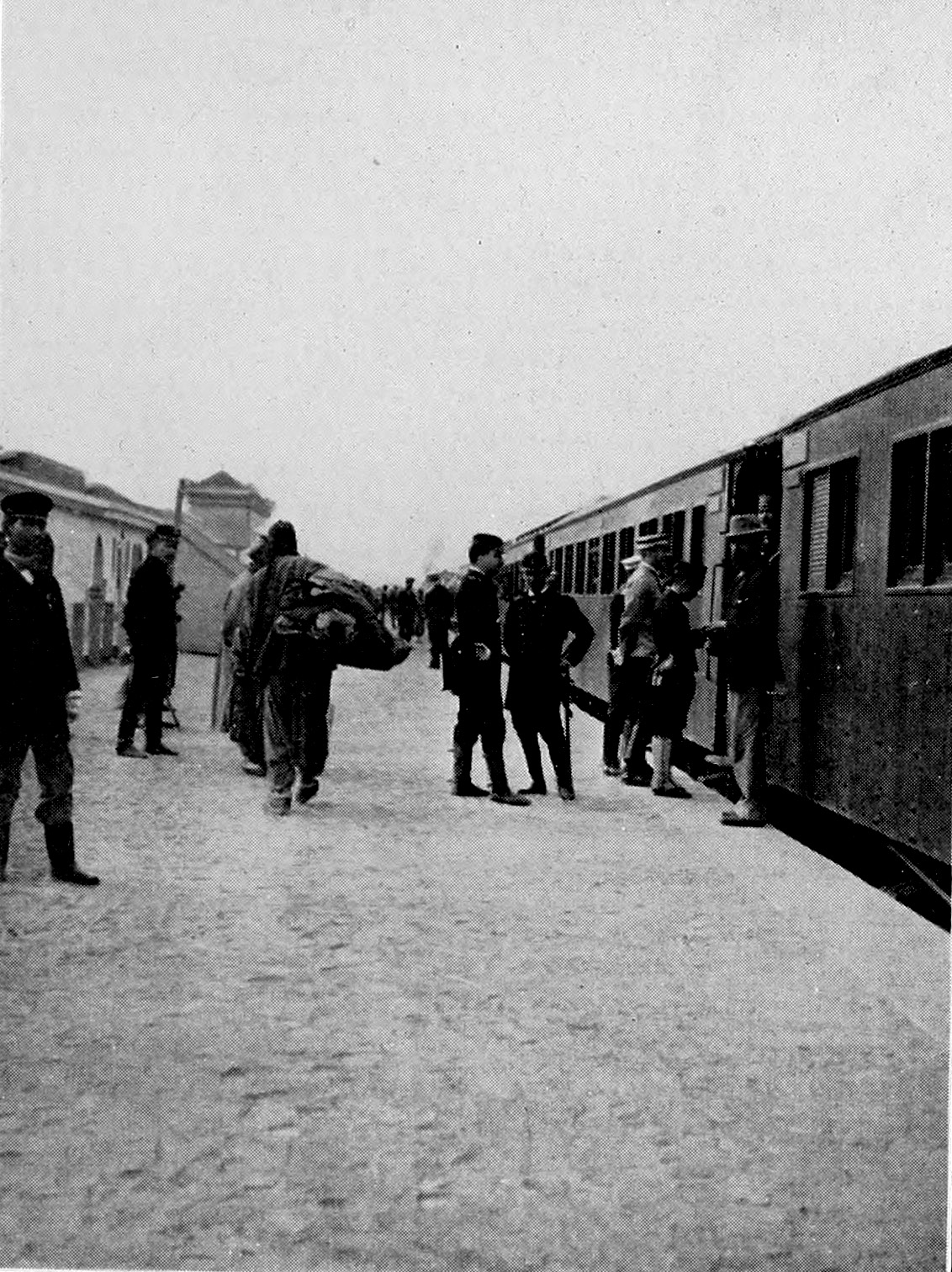

京汉铁路正阳门西车站，又称前门西车站，是京汉铁路在北京的终点站，始建于1900年12月。
清光绪二十六年（1900年），八国联军侵入北京时，慈禧太后、光绪皇帝仓惶逃往西安。八国联军占领北京后，天坛成了外国军队的兵营。为了便于运输军用物资，法国侵略军在永定门的城墙上开洞，擅自将卢汉铁路从卢沟桥延展至北京正阳门（前门），建立正阳门西车站，卢汉铁路改称京汉铁路。与此同时，英国侵略军也擅自将津卢铁路终点从马家堡车站延展至北京永定门内，至1901年，签订了《辛丑条约》。同年11月，英国侵略军为了军事运输需要和加强对北京城的控制，又将车站移至正阳门，建立正阳门东车站（前门东站），与正阳门西车站相呼应。
清光绪三十二年（1906年）至宣统三年（1911年）间，正阳门西车站旅客运输主要办理普通客车及快车两种。普通客车一般每日由京汉对开一次；快车每星期往返京汉一次，票价一般按一、二、三等车核收。
1938年，侵华日军将车站改称北京西站。1945年，日本投降后，车站更名为北平西站。
1944年，永定河大桥至西便门站之间的线路拆除，正阳门西车站取消了客运业务，除职工通勤车外所有进京列车都到达前门东站。中华人民共和国成立后，正阳门西车站更名为北京西站，作为货运站使用。1958年2月，为了配合前三门护城河改造，北京西站连同该站至西便门站之间的一段铁路同被拆除:250。而北京西站一名直至1996年1月21日才在邻近莲花池的新站重新启用。

## 参看
- 京奉铁路正阳门东车站
- 广安门站
- 永定门站
- 西长铁路